# Centro de Interpretación Lavadero de Boal
El Centro de Interpretación Lavadero de Boal es un centro de interpretación situado en el concejo asturiano de Boal, en plena villa boalesa, ubicado en el lavadero más grande del municipio, que fue construido con capital de los emigrantes americanos e inaugurado en el año 1928.
La visita a este centro es libre y gratuita, y permite conocer la historia de estos elementos que, aparte de su valor arquitectónico y etnográfico, constituyeron tradicionalmente puntos de encuentro y reunión social. Así, se hace referencia al propio lavadero de Boal, a los usos y costumbres relacionados con los lavaderos (canciones, leyendas...) y se configura y señaliza una ruta a través de la cual es posible recorrer gran parte del concejo desplazándose de lavadero en lavadero.